# Я служу на кордоні
«Я служу на кордоні» (рос. «Я служу на границе») — радянський чорно-білий художній фільм, поставлений на кіностудії «Ленфільм» в 1973 році режисером Наумом Бірманом. Прем'єра фільму в СРСР відбулася 6 травня 1974 року.

## Сюжет
Начальник прикордонної застави майор Гребньов, людина вимоглива і в той же час добра і зворушлива, наполеглива в дотриманні військової дисципліни. Йому не подобається індивідуалізм прикордонника Сєдих, зневага молодого солдата інтересам колективу, деяка самозакоханість. Зарозумілість Сєдих зауважує і замполіт лейтенант Бородін і відверто пояснює хлопцеві помилковість його поглядів на життя, поверхового ставлення до людей. Уроки добра не пройдуть безслідно. Рядовий Сєдих в небезпечній ситуації, поранений, зуміє затримати диверсанта. І той холодний льодок у відносинах з товаришами по службі, з командирами, в чому Сєдих був винен сам, зламається, бо хлопець відкриє для себе просту і мудру істину: людей треба розуміти і любити.

## У ролях
- Борислав Брондуков —  начальник застави майор Костянтин Анатолійович Гребньов
- Євген Карельських —  заступник начальника по політичній частині старший лейтенант Олексій Михайлович Бородін
- Борис Щербаков —  рядовий Дмитро Сєдих
- Елеонора Шашкова —  Лідія Іванівна Гребньова
- Антоніна Аксьонова —  Інна Петрівна Бородіна
- Михайло Кокшенов —  прапорщик Микола Пузирьов
- Анатолій Рудаков —  єфрейтор Сеня Осінін
- Олександр Александров —  рядовий Андрій Стрекалов
- Юрій Аксентій —  молодший сержант Валерій Персиков
- Йосип Джапарідзе —  рядовий Микеладзе
- Ааре Лаанеметс —  Лаанеметс
- Анатолій Попов —  сержант Семенов
- В'ячеслав Родін —  рядовий Гуськов
- Олена Драпеко —  Ася, дівчина з фабрики «Червона швачка»
- Олег Хроменков —  Іван Степанович, голова колгоспу
- Юрій Шепелев —  Новак, голова фабкома фабрики «Червона швачка»
- Валерій Філонов —  п'яниця-тракторист винуватець пожежі
- Ірина Юревич —  дівчина з фабрики «Червона швачка»

## Знімальна група
- Сценарій —  Олександр Розен,  Володимир Меньшов
- Постановка —  Наум Бірман
- Головний оператор —  Олександр Чиров
- Головний художник —  Євген Гуков
- Композитор —  Веніамін Баснер
- Текст пісень —  Михайло Матусовський
- Звукооператор —  Борис Хуторянський
- Монтажер —  Марія Пен,  Стера Горакова
- Редактор —  Олександр Безсмертний
- Декоратори —  Римма Наринян,  Лариса Смєлова, Віктор Слоневський